# Бхор
Бхор — місто та муніципальна рада, округ Пуне, штат Махараштра.
В містечку знаходиться чимало початкових та середніх шкіл, коледжі, два училища. 1992 року засновано фармацевтичний коледж (R. D. College of Pharmacy), діє техніко-технологічний коледж, універсальний коледж машинобудування.

## Історія
В Бхорі знаходився у середньовіччі і надалі під британським протекторатом центр удільного князівства, у 1933—1947 роках підрядковувалося Агентству штату Декан. Станом на 1901 рік площа князівства складала 2357 квадратних кілометрів з населенням 137628 людей.